# 곤드와나
곤드와나(Gondwana) 또는 곤드와날란드(Gondwanaland)는 현재의 남반구의 땅 전체를 포함하던 과거의 초대륙이다. 남극, 남아메리카, 아프리카, 마다가스카르, 오스트레일리아-뉴기니, 뉴질랜드를 비롯, 아라비아 반도와 인도아대륙을 포함한다.
오스트리아의 지질학자 에드워드 쥐스(Edward Suess, 1831~1914)는 이 가설을 제시했다. 그는 19세기 초 지진이 산맥을 따라 이동한다는 것을 발견했고, 19세기 말 대륙이 횡압력을 받아 산맥을 형성한다는 것을 설명하였다.

## 이름의 유래
곤드와나는 에드워드 쥐스가 인도 중부의 지역인 곤드와나의 이름을 따서 명명했다. 곤드와나는 산스크리트어로 '곤드족의 숲'이라는 뜻이다. 1872년 아일랜드의 지질학자 헨리 베네딕트 메들리콧에 의해 처음으로 사용되었다.

## 같이 보기
- 대륙 이동설
- 오스트레일리아구
- 로라시아